# 芜湖教案
芜湖教案，1891年（光绪十七年）5月12日，一名妇女向芜湖天主教圣若瑟堂索还幼童，教堂不肯交还，发生纠纷，引来围观人群达5千之多。早先就有传言天主教堂拐卖儿童，见此纠纷，围观市民信以为真。市民王光全、傅有顺带头放火焚烧教堂，继而又烧毁海关外籍人员住宅，围攻英国领事公署，直至次日天明，安徽巡抚沈秉成下令长江水师兵船向市民开炮，方才解散。事后，英法等国公使联名向清政府抗议。两江总督刘坤一下令将王光全、傅有顺斩首处死，撤换芜湖道员及知县，赔银十二万六千两。赔款的一半由芜湖地区道县两级官员认缴。